# Ezio Carabella
Ezio Carabella (Roma, 3 marzo 1891 – Roma, 19 aprile 1964) è stato un musicista e compositore italiano.

## Biografia
Nato a Roma, dopo gli studi in composizione e direzione orchestrale e il diploma in pianoforte, inizia a comporre musiche per il teatro leggero e per diverse operette.
Il 25 agosto 1922 avviene la première nel Teatro Eliseo di Roma di Don Gil dalle calze verdi, un'operetta in tre atti di sua composizione con il libretto di Mario Corsi e Maso Salvini che nell'ottobre dello stesso anno ha la prima rappresentazione nel Teatro La Fenice di Venezia diretta da Enrico Montesano alla presenza del compositore.
Nel 1924 La linea del cuore con il libretto di Emidio Mucci ha la prima assoluta a Roma.
Nel 1931, fu uno dei primi musicisti ad essere incaricato a comporre commenti musicali per i primi film sonori, realizzando la colonna sonora in collaborazione con Felice Lattuada per il film Patatrac diretto da Gennaro Righelli nel 1931, sarà l'inizio di una lunga carriera di compositore per il cinema con oltre 85 film.
Padre dell'attrice Flora Carabella moglie di Marcello Mastroianni, muore a Roma nel 1964.

## Filmografia
- Patatrac, regia di Gennaro Righelli (1931)
- Vele ammainate, regia di Anton Giulio Bragaglia (1931)
- L'ultima avventura, regia di Mario Camerini (1932)
- La città dell'amore, regia di Mario Franchini (1933)
- Fanny, regia di Mario Almirante (1933)
- T'amerò sempre, regia di Mario Camerini (1933)
- Ritorno alla terra, regia di Mario Franchini (1934)
- Tenebre, regia di Guido Brignone (1934)
- Come le foglie, regia di Mario Camerini (1934)
- L'albergo della felicità, regia di Giuseppe Vittorio Sampieri (1935)
- Il serpente a sonagli, regia di Raffaello Matarazzo (1935)
- L'aria del continente, regia di Gennaro Righelli (1935)
- La gondola delle chimere, regia di Augusto Genina (1936)
- Pensaci, Giacomino!, regia di Gennaro Righelli (1936)
- Re di danari, regia di Enrico Guazzoni (1936)
- Un bacio a fior d'acqua, regia di Giuseppe Guarino (1936)
- Felicita Colombo, regia di Mario Mattoli (1937)
- Sentinelle di bronzo, regia di Romolo Marcellini (1937)
- Inventiamo l'amore, regia di Camillo Mastrocinque (1938)
- Jeanne Doré, regia di Mario Bonnard (1938)
- Animali pazzi, regia di Carlo Ludovico Bragaglia (1939)
- Il barone di Corbò, regia di Gennaro Righelli (1939)
- Carmen fra i rossi, regia di Edgar Neville (1939)
- Finisce sempre così, regia di Enrique Susini (1939)
- Le sorprese del vagone letto, regia di Gian Paolo Rosmino (1939)
- Troppo tardi t'ho conosciuta, regia di Emanuele Caracciolo (1939)
- Una lampada alla finestra, regia di Gino Talamo (1939)
- Mille chilometri al minuto!, regia di Mario Mattoli (1939)
- Antonio Meucci, regia di Enrico Guazzoni (1940)
- Fanfulla da Lodi, regia di Carlo Duse e Giulio Antamoro (1940)
- L'uomo della legione, regia di Romolo Marcellini (1940)
- Piccolo re, regia di Redo Romagnoli (1940)
- Mamma, regia di Guido Brignone (1941)
- Il sogno di tutti, regia di Oreste Biancoli (1941)
- L'ultimo ballo, regia di Camillo Mastrocinque (1941)
- Ore 9: lezione di chimica, regia di Mario Mattoli (1941)
- Il vetturale del San Gottardo, regia di Hans Hinrich e Ivo Illuminati (1941)
- Gioco pericoloso, regia di Nunzio Malasomma (1942)
- In due si soffre meglio, regia di Nunzio Malasomma (1942)
- La principessa del sogno, regia di Roberto Savarese, Maria Teresa Ricci (1942)
- Labbra serrate, regia di Mario Mattoli (1942)
- Pastor Angelicus, regia di Romolo Marcellini (1942)
- Stasera niente di nuovo, regia di Mario Mattoli (1942)
- Tentazione, regia di Aldo Frosi, Hans Hinrich (1942)
- I 3 aquilotti, regia di Mario Mattoli (1942)
- Cortocircuito, regia di Giacomo Gentilomo (1943)
- Due cuori fra le belve, regia di Giorgio Simonelli (1943)
- Il figlio del corsaro rosso, regia di Marco Elter (1943)
- Gli ultimi filibustieri, regia di Marco Elter (1943)
- Il paese senza pace, regia di Leo Menardi, Carlo Lodovici (1943)
- Lacrime di sangue, regia di Guido Brignone (1943)
- Monte miracolo, regia di Luis Trenker (1943)
- T'amerò sempre, regia di Mario Camerini (1943)
- Tutta la vita in ventiquattr'ore, regia di Carlo Ludovico Bragaglia (1943)
- La fornarina, regia di Enrico Guazzoni (1944)
- I dieci comandamenti, regia di Giorgio Walter Chili (1945)
- 'O sole mio, regia di Giacomo Gentilomo (1945)
- Amanti in fuga, regia di Giacomo Gentilomo (1946)
- I cavalieri della montagna, regia di Severino Casara (1946)
- Tempesta d'anime, regia di Giacomo Gentilomo (1946)
- La vita ricomincia, regia di Mario Mattoli (1946)
- Fumeria d'oppio, regia di Raffaello Matarazzo (1947)
- Il diavolo bianco, regia di Nunzio Malasomma (1947)
- Sperduti nel buio, regia di Camillo Mastrocinque (1947)
- Il barone Carlo Mazza, regia di Guido Brignone (1948)
- L'isola di Montecristo, regia di Mario Sequi (1948)
- L'uomo dal guanto grigio, regia di Camillo Mastrocinque (1948)
- Monaca santa, regia di Guido Brignone (1948)
- Duello senza onore, regia di Camillo Mastrocinque (1949)
- Marechiaro, regia di Giorgio Ferroni (1949)
- Santo disonore, regia di Guido Brignone (1949)
- Il nido di falasco, regia di Guido Brignone (1950)
- Terra senza tempo, regia di Silvestro Prestifilippo (1950)
- 47 morto che parla, regia di Carlo Ludovico Bragaglia (1950)
- Quattro rose rosse, regia di Nunzio Malasomma (1951)
- Tizio Caio Sempronio, regia di Vittorio Metz, Marcello Marchesi e Alberto Pozzetti (1951)
- La colpa di una madre, regia di Carlo Duse e Carmine Gallone (1952)
- I Piombi di Venezia, regia di Gian Paolo Callegari (1952)
- Il figlio di Lagardere, regia di Fernando Cerchio (1952)
- La carovana del peccato, regia di Pino Mercanti (1952)
- Non ho paura di vivere, regia di Fabrizio Taglioni (1952)
- Processo contro ignoti, regia di Guido Brignone (1952)
- Amarti è il mio peccato, regia di Sergio Grieco (1953)
- Il cavaliere di Maison Rouge, regia di Vittorio Cottafavi (1953)
- Una donna libera, regia di Vittorio Cottafavi (1954)
- Il prigioniero del re, regia di Richard Pottier, Giorgio Rivalta (1954)
- L'orfana del ghetto, regia di Carlo Campogalliani (1954)
- Il falco d'oro, regia di Carlo Ludovico Bragaglia (1955)
- Lo spadaccino misterioso, regia di Sergio Grieco (1956)
- I misteri di Parigi, regia di Fernando Cerchio (1957)
- Il cavaliere senza terra, regia di Giacomo Gentilomo (1959)